# Thierry Guerrier
Pour les articles homonymes, voir Guerrier (homonymie).
Thierry Guerrier, né le 11 août 1959 à Nevers (Nièvre), est un journaliste et animateur de télévision français.

## Biographie
Thierry Guerrier commence sa carrière sur France Inter où il occupe les fonctions de reporter puis de présentateur de 1981 à 1987. Il travaille ensuite à France 3 en tant que présentateur, puis à M6 pour le magazine Capital comme reporter, et à La Cinq comme reporter et présentateur. Entre 1994 et 2001, il couvre l’actualité politique sur TF1 et la chaîne d'information en continu LCI. De 1997 à 2000, il préside le Press club de France. Il présente ensuite le grand journal de 18 heures sur LCI, puis Question d’actu, ainsi que l’émission 100 % politique de 2001 à 2004.
De janvier 2005 à septembre 2006, il est directeur adjoint de France Info (où il a secondé Michel Polacco) et directeur de la rédaction. Il est notamment à l'initiative d'une émission portant sur l'élection présidentielle française de 2007, À sa place vous feriez quoi ?, une interview de 7 minutes diffusée sur I>Télé, et France Info du lundi au jeudi à 19 h 16. Thierry Guerrier coprésente ce rendez-vous de mai à fin juin 2006 avec Guillaume Durand, puis en septembre 2006 avec Thomas Hugues.
Pendant le mois de juillet 2006, il remplace Yves Calvi à la présentation de l'émission C dans l'air sur France 5. En août, il est recruté par Jérôme Bellay président de Maximal Productions, la société productrice de C dans l'air. Il devient ainsi le joker d'Yves Calvi pour la présentation de cette émission. À compter de septembre 2006, il remplace régulièrement Yves Calvi notamment lors des congés de celui-ci ou lorsque Yves Calvi présente Mots croisés sur France 2 (deux fois par mois environ). 
À partir de novembre 2007, Thierry Guerrier anime C à dire ?!, une interview quotidienne d'une personnalité faisant l'actualité, d'une durée de 9 puis 12 minutes[réf. nécessaire], diffusée du lundi au vendredi à 17 h 30 sur France 5, juste avant C dans l'air[réf. nécessaire]. En juin 2008, durant ses congés, il est remplacé à la présentation de C à dire par Axel de Tarlé. Parallèlement à ses activités en télévision, Thierry Guerrier présente de septembre 2007 à juin 2008 une revue de presse sur RTL chaque matin à 8 h 25[réf. nécessaire]. Pendant l'été 2010, il remplace Jean-Pierre Elkabbach à la présentation de l'interview politique de 8 h 20 sur Europe 1. 
Il devient en janvier 2011 le chef du service politique d'Europe 1, succédant à Fabien Namias. Il est remercié en septembre 2012.
Il devient alors salarié de l'entreprise de conseils en communication Ella Factory ,[source insuffisante] à laquelle Total fait appel en tant que client afin de mener un audit sur la stratégie de communication du groupe.
Il remplace Patrick Cohen dans C à vous sur France 5 en janvier 2013 lorsque celui-ci part à Bamako pour la guerre au Mali.
En juillet 2013, il revient sur France 5 pour remplacer Yves Calvi à la présentation de C dans l'air.
En janvier 2015, il anime sur La Chaîne parlementaire Causes Communes, une nouvelle émission qui aborde les grandes thématiques qui préoccupent les citoyens.
Il n'est plus titulaire de la carte de presse.

### Prises de position
Il a défendu sur Twitter la poursuite des recherches sur le gaz de schiste.